# قلعه کهنه (جعفرآباد)
قلعه کهنه جعفرآباد مربوط به دوران پیش از تاریخ ایران باستان است و در در بین روستاهای عبدالله‌آباد و جعفرآباد شهرستان اقلید واقع شده و این اثر در تاریخ ۲۸ تیر ۱۳۵۵ با شمارهٔ ثبت ۱۲۵۸ به‌عنوان یکی از آثار ملی ایران به ثبت رسیده‌است.